# 桜美林大学硬式野球部
桜美林大学硬式野球部（おうびりんだいがくこうしきやきゅうぶ、J.F.Oberlin University Baseball Team）は、首都大学野球連盟に所属する大学野球チーム。桜美林大学の学生によって構成されている。

## 創部
- 1978年（昭和53年）：準硬式野球部として
- 2008年（平成20年）：硬式野球部として

## 歴史
1969年、東京新大学野球連盟に加盟するも同年脱退。その後1978年に桜美林大学準硬式野球部として創部した。準硬式時代には新関東大学準硬式野球連盟に所属し、2度の12季連続を含む38回の優勝を挙げた。
2007年に全日本大学準硬式野球選手権大会で優勝し、全国制覇を果たしたことを機に硬式野球への移行の機運が高まり、翌2008年秋に硬式野球部へ移行した。
翌2009年に首都大学野球連盟に加盟し、春季リーグから2部リーグに参戦。2014年春季、運営方式変更により1部リーグへ昇格。
2016年秋季リーグ戦で東海大学を下し初優勝。続く関東地区大学野球選手権大会でも優勝し第47回明治神宮野球大会に出場、エース佐々木千隼を擁して決勝で明治大学に敗れ準優勝に留まる。

## 本拠地
- J.F.OBERLIN BASEBALL FIELD (東京都町田市)

## 記録
- 新関東大学準硬式野球連盟　1部リーグ優勝38回
- 全日本大学準硬式野球選手権大会　優勝1回
- 関東地区大学・社会人準硬式野球王座決定戦　優勝4回
- 首都大学野球連盟　1部リーグ優勝2回（直近の優勝・2021年春季）
- 首都大学野球連盟リーグ新人戦　優勝1回
- 関東地区大学野球選手権大会　優勝1回（2016年）

## 主な出身者
- 川相拓也 - 元読売ジャイアンツ、元野球部コーチ
- 佐々木千隼 - 横浜DeNAベイスターズ
- 桑田真樹 - 元信濃グランセローズ
- 山野辺翔 - 埼玉西武ライオンズ
- 土生翔太 - 中日ドラゴンズ